# Романов, Александр Дмитриевич (композитор)
Александр Дмитриевич Романов (род.21 июля 1941, станция Караганда-Сортировочная) — советский и казахстанский композитор, член Союза композиторов СССР(1984), член союза композиторов Казахстана, член музыкального фонда СССР(1984), пианист, музыкальный педагог. Основатель профессиональной южно-казахстанской композиторской школы. Ветеран труда (1988), обладатель стипендии Акима Южно-Казахстанской области  (2003), «Мәдениет қайраткері» (2003), «Ерен еңбегі үшін». Имя Романова А.Д. записано в книгу почета Шымкентского музыкального колледжа, а также в Энциклопедию деятелей культуры и искусства ЮКО. В 2010 году его именем была названа звезда на аллее звезд деятелей культуры ЮКО в парке имени Ш. Калдаякова в городе Шымкенте.

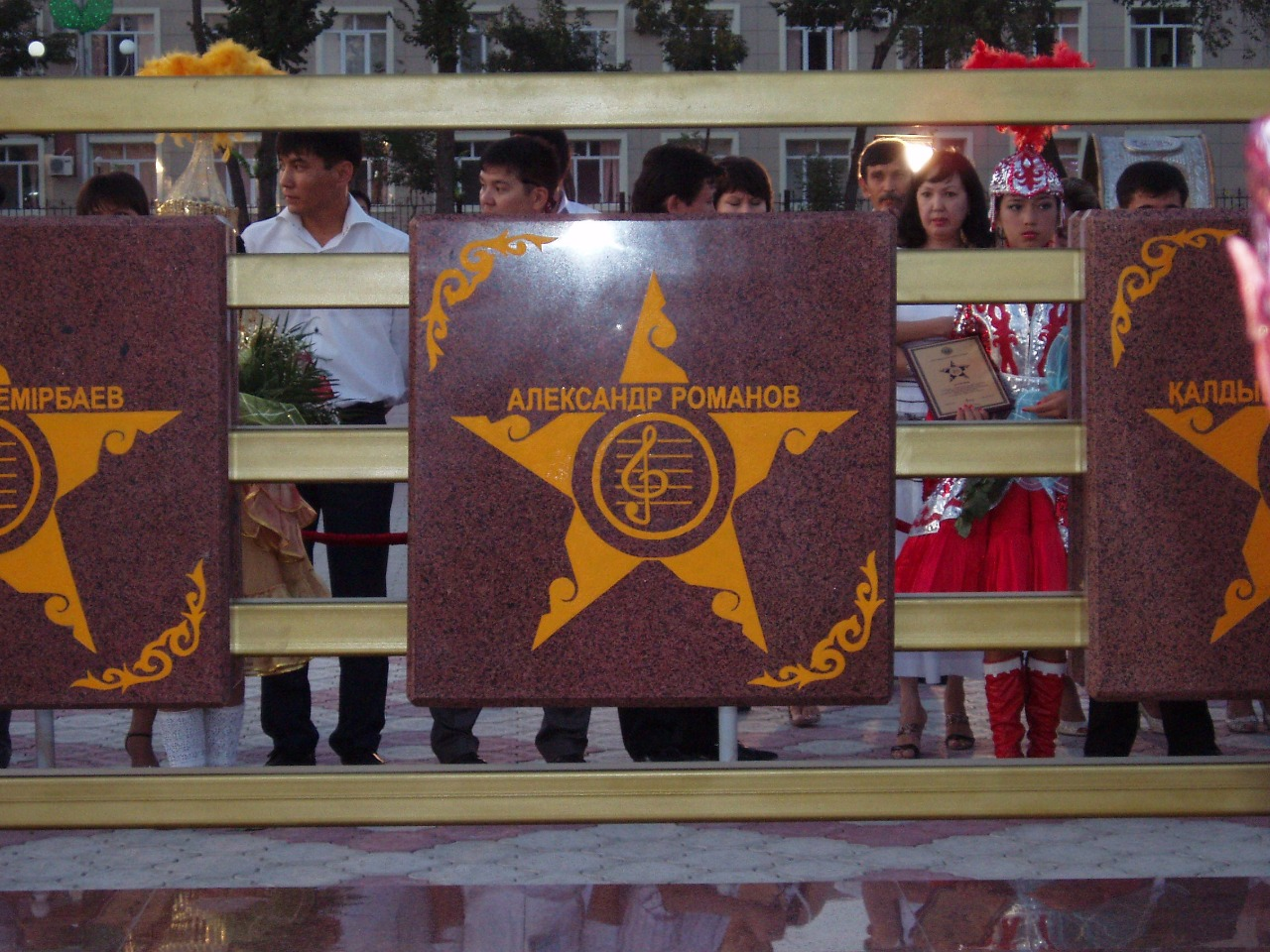
Звезда Романова Александра Дмитриевича

Автор более пятисот произведений различных жанров, среди которых оратории, кантаты, симфонии, концерт, музыка для кинофильмов, многочисленные произведения камерной, вокальной и программной музыки, музыки для театральных постановок.

## Биография
Родился 21 июля 1941 года на станции Караганда-Сортировочная Казахской ССР. Отец – Романов Дмитрий Диянович был машинистом паровоза, мама – Титова Софья Яковлевна, диспетчером отделения железной дороги. С 1949 по 1956 годы Александр Романов обучался игре на фортепиано в музыкальной школе, в классе пианистки Вильман Евгении Петровны, ученицы известного педагога Л.Е. Лукомского. Затем обучался в карагандинском музыкальном училище на отделении «фортепиано».
Профессиональные азы композитор постигал в ташкентской государственной консерватории, куда был принят сразу на два факультета. Факультет композиции в класс заслуженного деятеля искусств Узбекской ССР доцента Мушеля Г.А. и фортепиано в класс заслуженного деятеля искусств Узбекской ССР, профессора Яблоновского Н.М. (выпускника Московской консерватории по классу фортепиано Фейнберга С.Е.). На третьем курсе стал призером конкурса Союза композиторов Узбекской ССР за пионерскую песню. Также с третьего курса молодому дарованию была присуждена стипендия имени П.И. Чайковского.
В 1966 году, по окончании ташкентской государственной консерватории, композитор вернулся на Родину – в Казахстан, где более 50-ти лет проработал в Южно-Казахстанском колледже преподавателем фортепиано, музыкально-теоретических дисциплин и концертмейстером. За время работы в городе Шымкенте он основал первую профессиональную композиторскую школу, в которой за весь период  сотни учащихся, обучаясь в классе Романова А.Д., получили квалифицированные знания, а многие ученики выбрали профессию своего учителя – стали профессиональными композиторами: Луначарский  А., Байтереков С., Мамаков  И., Стригоцкий-Пак  В., Соломониди Н., Кушербаев  А., Хачатурян М, Ахметова А, Останькович  Д., Хожамуканов  Б.,  Останькович М. и многие др.
С 1984 года - Александр Романов является членом Союза композиторов СССР, членом музыкального фонда СССР.

## Семья
Супруга – Хачатурян Марианна Акоповна, композитор, педагог.
Дочь — Останькович (Романова) Марианна Александровна, композитор, музыковед, член Международного Союза Композиторов XXI века.
Внуки – Останькович Александр Дмитриевич, Останькович Дмитрий Дмитриевич, Останькович Николай Дмитриевич.

## Основные сочинения

### Оркестровые произведения
- 1958(63) – Симфония с – moll в 4-х частях.
- 1969 – Симфоническая поэма «Маяковский».
- 1966 – Концерт для ф-но с оркестром в 3-х частях, партитура, 1 редакция.
- 1974 – Концерт для ф-но с оркестром в 3-х частях, партитура, 2 редакция.
- 1970 – Концерт для ф-но с оркестром в 3-х частях, клавир, 1 редакция.
- 1976 – Концерт для ф-но с оркестром в 3-х частях, клавир, 2 редакция.

### Вокально-хоровые произведения
- 1967 – Песня «Часовой». Сл. Вимьковского, Соколовского.
- 1970 – Песня «Знаю, что ты не придешь». Сл. А. Романова.
- 1970 – Песня «Вечер ласковою речью». Сл. А. Романова.
- 1971 – Оратория «Ветер свободы».
- 1974 – Вокальный цикл в 6-ти частях «Прощай юность», сл. Д. Кедрина.
- 1980 – «Отшумели, отгремели…», сл. О. Постникова для хора a capella.
- 1980 – «Ночь идет», сл. И. Бунина для хора a capella.
- 1983 – Вокально – хоровая поэма «Память», Реквием.
- 1983 – Вокально – хоровая поэма «Жаворонок», сл. О. Постникова.
- 1986 – Вокально – хоровая поэма «День рождения», сл. И. Степанцевой.
- 1998 – Реквием на фоне осени» в 8-ми частях (для смешанного, детского, женского хоров, солистов, чтеца, ф-но).
- 1999 – «Журавли» для смешанного хора, солистки, ф-но, колоколов, сл. А. Романова (звание лауреата конкурса).
- 2000 – «Послание акынам» (для чтеца, солиста, смешанного хора и ф-но) на сл. Джамбула Джабаева.
- 2004 – «Память» для солиста, хора, ф-но, скрипки, трубы на сл. Щипачева.
- 2005 – Кантата «Родина».
- 2005 – «Ақындаға арнау» для голоса, чтеца, смешаного хора, ф-но, трубы. Сл. ДжамбулаДжабаева.

### Романсы
- 1969 – Романс «Две гайдукских песни». Сл. П. Яворова.
- 1970 – Романс «Песня про пана». Сл. Д. Кедрина.
- 1973 – Романс «Ночной танец». Сл. О. Постникова.
- 1975 – Романс «Мы». Сл. В. Брюсова.
- 1980 – Романс «Белая цапля». Сл. Ли Бо.

### Песни
- 1967 – Песня «Часовой». Сл. Вимьковского, Соколовского.
- 1970 – Песня «Знаю, что ты не придешь». Сл. А. Романова.
- 1970 – Песня «Вечер ласковою речью». Сл. А. Романова.
- 1982 – Песня «Наше время». Сл. Буканова.
- 1983 – Песня «Где-то двери скрипнули». Сл. О. Постникова.
- 1983 – Песня «На морозе пляшет речка». Сл. О. Постникова.
- 1983 – Песня «Что ты, матушка». Сл. О. Постникова.
- 1984 – Песни на сл. О. Постникова: «Ненужный дождь», «Свет погасшей звезды», «Снегопад», «Песня о родном городе».
- 1987 – Песни на сл. И. Степанцевой: «Лебеди», «Снежинки», «Снег».
- 1987 – Восемь песен (для солистов со смешанным хором или детским хором).
- 1992 – Три песни на сл. О. Шубиной.
- 1993 – Четыре «Песни нежности».
- 1995 – Две песни для детского хора: «Настроение», «Лебедь».
- 1999 – «Олимпийцы – наследники гвардейцев» на сл. А. Романова.
- 2000 – Песня «Мир тебе земля» на сл. А. Романова.
- 2000 – Две песни для детского хора на сл. А. Романова.
- 2002 – Три песни для детского хора на сл. Заходера, А. Романова.
- 2002 – «Мелодия» для детского хора на сл. А. Романова.
- 2006 – «Ей дүніе дат!» на сл. Ә. Калыбекова для тенора с ф-но.
- 2006 – «Ей дүніе дат!» на сл. Ә. Калыбекова для солиста и смешанного хора.
- 2006 – «Баптардың бабы!» на сл. Ә. Калыбекова для тенора с ф-но.
- 2006 – «Баптардың бабы!» на сл. Ә. Калыбекова для солиста, смешанного хора.
- 2009 – Гимн к юбилею СШ им. Пушкина.
- 2010 – «Родина». Гимн учителей на сл. А. Романова.
- 2010 – Романс «Синий апрель» на сл. А. Медарова для баритона с ф-но, 1-я редакция.
- 2010 – Романс «Синий апрель» на сл. А. Медарова для солиста, смешанного хора, 2-я редакция.
- 2010 – «Музыка» на сл. А. Романова, 1-я редакция: для меццо-сопрано с ф-но.
- 2-я редакция: для меццо-сопрано и 3-х голосного женского хора.
- 3-я редакция: для меццо-сопрано и смешанного хора.
- 2010 – «Авагуст» для смешанного хора с ф-но.

### Музыка к спектаклям
- 1970 – Музыка к спектаклю Е. Шварца «Два клена».
- 1971 – Музыка к спектаклю В. Катаева «Квадратура круга».

### Фортепианные произведения
- 1968(83) –  Альбом для юношества из 11-ти пьес.
- 1969 – Три миниатюры.
- 1970 – Два фантастических танца.
- 1974(83) – Детский альбом из 10-ти пьес.
- 1978 – Фортепианный цикл «Час за часом.
- 1979 – Фортепианный цикл «Моей маме».
- 1980 – Три фуги.
- 1982 – Две сонатины в трех частях.
- 1983 – «О вальсе вальс».
- 1983 – Фортепианный цикл «Моему отцу».
- 1985 – «Приношение к портрету Баха», полифонический цикл из 10-ти прелюдий и инвенций и прелюдии и basso ostinato.
- 1985 – Сонатина для ф-но №3.
- 1985 – «Портрет» для органа.
- 1988 – «Листая семейный альбом», фортепианный цикл.
- 1990 – Две фотографии в цикл для ф-но «листая семейный альбом»:1.Б.К.У. 2.М.А.Х.
- 1991 – Каденция к I части концерта D-dur Гайдна.
- 1991 – «На клавиатуре мандарин» - пьеса для ф-но в 4 руки.
- 1992 – Сюита для ф-но «У каждого дождя печаль-радость своя» в 4-х частях.
- 1994 – Десять сонатин для самых маленьких.
- 1997 – «Айнур – звезда» (Наданбаева Айнур), для ф-но.
- 1999 – 14 именных вальсов для девочек
- 2005(10) – «Альбом Памяти» для ф-но:
- «Дарига», «Зухра», «Ксюша», «Акопчик», «Акбаян», «Камила», «Нуркен».

### Произведения для духовых и ударных  инструментов
- 1967 – Сюита для тромбона с ф-но в 3-х частях.
- 1968(79) – Две сюиты для трубы с ф-но в 3-х частях.
- 1981 – Соната для трубы с ф-но в 3-х частях.
- 1984 – Сюита для фагота с ф-но №1 в 3-х частях.
- 1983 – Сонаты для кларнета с ф-но №1, №2 в 3-х частях.
- 1984 – Соната для гобоя с ф-но.
- 1984 – Прелюдия и фугато для трубы с ф-но.
- 1984 – Прелюдия и скерцо для гобоя с ф-но.
- 1984(85,87) – Сюиты для трубы с ф-но №1,№2, №3, №4 в 3-х частях.
- 1984(85,87) – Сюиты для гобоя с ф-но №1, №2  в 3-х частях.
- 1985 – Сюита для контрабаса с ф-но №1 в 2-х частях.
- 1985 (88,89) – Сюиты для тубы с ф-но №1, №2, №3, №4, №5, №6 в 3-х частях.
- 1984 (85,87) – Сюиты для гобоя с ф-но №1, №2  в 3-х частях.
- 1986 (87) – Сюиты для флейты с ф-но №1, №2, №3, №4 в 3-х частях.
- 1988 (89,91) – Сюиты для валторны с ф-но №1, №2, №3,№4 в 3-х частях.
- 1989 – Цикл «Друзья» для 2-х труб, валторны, и ф-но в 4-х частях.
- 1989 – Два «Настроения» для духового квинтета.
- 1989 – Три пьесы для 4-х труб с ф-но.
- 1990 – Для 2-х труб, валторны и ф-но: Печаль. Радость.
- 1990 – Хорал. Перепляс.
- 1990 – Цикл «Звезды».
- 1990 – «Сколько ликов у ручья» цикл из 6-ти частей, для флейты с валторной.
- 1991 – Цикл «Времена года» для 2-х труб, валторны, ф-но в 4-х частях.
- 1991 – «Горные эскизы» для трубы с ф-но.
- 1991 – «Дождь» - пьеса для малого барабана с ф-но.
- 1991 – «Выяснение отношений» - пьеса для двух ксилофонов и ф-но.
- 1992 – Цикл «Осень» для флейты и валторны в 3-х частях.
- 1994 – Сюита для трубы с валторной в 3-х частях.
- 2000 – «Памяти страница» для саксофона сопрано и ф-но.
- 2001 – Четыре пьесы для 2-х фаготов с ф-но.
- 2001 – Две пьесы для саксофона (альт, тенор).
- 2006 – Дуэт тромбона и тубы «Приятный день».
- 2010 – Дуэт тромбона и фагота «Размышление».

### Произведения для казахских народных инструментов
- 1988 – Сюита для домбры с ф-но №1
- 1989 – 30 мелодий для сыбызғы.
- 1991 – Сюита для сыбызғы с ф-но «Родники» в 3-х частях.

### Произведения для струнных инструментов
- 1985 – Сюита для контрабаса с ф-но №1.
- 1992 – Сюита для струнного оркестра «Деревья» в 4-х частях.

### Обработки и переложения

#### Для a capella
- 1972 – Молдавская народная песня «Уна спалэ».
- 1982 – Русская народная песня «Вот на пути село большое».
- 1982 – «Устаз дарымнан» О. Сатпаева.

#### Переложения для женского хора
- 1990 – И.С. Бах «Largo»; Четыре «Маленьких прелюдий»: С, с, d, е.
- 1990 – М.И. Глинка «Мазурка» с-moll.

#### Для смешанного 4-х голосного хора
- 2005 – «Веселая фуга» Шаинский.
- 2005 – «Поэма» Фибих.
- 2005 – «Он алты қыз. Казахская народная песня.
- 2005 – «Учителям» муз Полонский, сл. Романов.
- 2006 – «Август» Романов.
- 2006 – «Музыка» Романов.
- 2006 – «Ave Maria» Качини.
- 2006 – «Бір бала» казахская народная песня.
- 2006 – «Кургали» узбекская народная песня
- 2006 – «Севдана» болгарская народная песня.
- 2010 – «Ганкино хора» болгарская народная песня.
- 2010 – «Алатау» Казахская народная песня.
- 2010 – «Тұған жерім» сл. К. Сатмухамбетова.
- 2010 – «Ты создаешь тепло» Д. Шварц.
- 2010 – «Память». Д. Шварц.
- 2010 – «Пробежка» Н. Ярош.

#### Обработки для ВИА узбекских песен
- 1999 – Песни на сл. Мукими: Кулгима, Дильхорож.

#### Для духовых инструментов
- 2001 – Шесть обработок для 2-х фаготов с ф-но: И.С. Бах «Маленькие прелюдии» С, с, F. Двухголосные инвенции:d, F. М.И. Глинка «Мазурка» с-moll.
- 2009 – «Севдана» для фагота с ф-но.
- «Ганкино хора» для фагота с ф-но.

#### Казахские народные инструменты
- 2010 – «Светит месяц» для 2-х домбр с ф-но.

Обработки песен самодеятельных композиторов
В период творческой деятельности А.Д. Романова с 1958 по 2015 годы для подготовки к публикации и для исполнения в самодеятельных коллективах им было обработано более 500-х песен.